# Гриневский сельский совет (Недригайловский район)
Гриневский сельский совет (укр. Гринівська сільська рада) — входит в состав
Недригайловского района
Сумской области
Украины.
Административный центр сельского совета находится в 
с. Гриневка
.

## Населённые пункты совета
- с. Гриневка
- с. Нелены
- с. Акименки

## Ликвидированные населённые пункты совета
- с. Зеленая Диброва